# Paramugil
Paramugil es un género de peces de la familia de los mugílidos.

## Especies
Incluye a las siguientes especies:
- Paramugil georgii (Ogilby, 1897)
- Paramugil parmatus (Cantor, 1849)